# Castiñeiro do Lobo
Castiñeiro do Lobo (en gallego y oficialmente, Castiñeiro de Lobo) es una aldea española situada en la parroquia de Ames, del municipio de Ames, en la provincia de La Coruña, Galicia.

## Demografía
| Gráfica de evolución demográfica de Castiñeiro de Lobo entre 2000 y 2018 |
|                                                                          |
| Datos según el nomenclátor publicado por el INE.                         |